# Timothy Findley
Timothy Findley (ur. 30 października 1930 w Toronto, zm. 20 czerwca 2002 w Brignoles) – kanadyjski pisarz.

## Życiorys
Z powodu słabego zdrowia wcześnie zakończył formalną edukację. W wieku 17 lat zaczął występować w telewizyjnych spektaklach, m.in. dramatach Szekspira, a także na scenie teatrów; był protegowanym Aleca Guinnessa. Pisał także scenariusze. W 1956 opublikował swoje pierwsze opowiadanie, About Effie, a w 1967 swoją pierwszą powieść, The Last of the Crazy People. W 1969 napisał powieść The Butterfly Plague. Mimo że wcześnie zdał sobie sprawę z własnej homoseksualnej orientacji, w 1959 ożenił się z aktorką i fotografką Janet Reid, jednak po dwóch latach małżeństwo zakończyło się rozwodem. W 1963 poznał Williama Whiteheada, który został jego partnerem do końca życia Findleya. W 1977 wydał powieść The Wars demaskującą autorytaryzm faszyzmu i kolonializmu, która przyniosła mi międzynarodowe uznanie i za którą otrzymał Governor General's Literary Award. Wątek autorytaryzmu kontynuował w powieści Famous Last Words (1981), w której śledził m.in. uwikłania literatury w ideologię, a także w Not Wanted on the Voyage (1984), w której biblijny potop stał się pretekstem do zniszczenia odmienności nie pasującej do patriarchalnych schematów. W 1993 napisał powieść The Piano Man’s Daughter, a w 1995 Headhunter, w których rozwijał motywy szaleństwa. Jest również autorem pamiętników Inside Memory: Pages from a Writer’s Workbook (1990). Został oficerem Orderu Kanady.